# Xã Upper North, Quận Sharp, Arkansas
Xã Upper North (tiếng Anh: Upper North Township) là một xã thuộc quận Sharp, tiểu bang Arkansas, Hoa Kỳ. Năm 2010, dân số của xã này là 240 người.